# Mali Sveti Bernard
Mali Sveti Bernard (francosko: Petit Saint-Bernard, italijansko: Piccolo San Bernardo) je alpski prelaz, ki povezuje dolino reke Isère in dolino Aoste. Njegovo sedlo leži na 2188 metrih nadmorske višine v Savoji (Francija), južno od Mont Blanca blizu meje z Italijo. S svojo višino je najnižji preval severa alpskega loka in kot tak omogoča najlažji prehod med Savojo in dolino Aoste.
Kot pričajo številne arheološke in zgodovinske najdbe, se prelaz uporablja že od najzgodnejših časov. Danes so njegovo vlogo v precejšnji meri prevzeli transalpski predori kot tudi prelaz čez Mont Cenis.
Cesta čez ta prelaz (D1090 iz Bourg-Saint-Maurice preko La Rosiere v Franciji; SS26 iz Doline Aoste preko La Thuile v Italiji) je običajno odprta od maja do oktobra. Za trenutno stanje v cestnem prometu glej Etat des principaux cols routiers francais. 
Na vrhu cesta prereže kamnit krog premera 72 m. Nekoč je stav v sredini stoječ kamen. Iz najdenega kovanca, ki naj bi bil iz železne dobe, domnevajo, da je bilo to morda svetišče kulture Tarentaise (c. 725-450 pred našim štetjem). Kamniti krog je bil delno obnovljen v 19. stoletju.
V rimski dobi je bil tempelj posvečen Jupitru postavljen v bližini skupaj z zavetiščem (mansio), ki je služilo popotnikom pri prečkanju prelaza. Menijo tudi, da so Kartažani z generalom Hanibalom uporabili to pot za prečkanje Alp .

## Vzponi
Prelaz je primeren za kolesarjenje, saj predstavlja zanimiv izziv in zgodovinski pregled; od Bourg-Saint-Maurice na jugozahodu preko Col du Petit Saint-Bernard je 26,5 km. Na tej razdalji je 1348 višinskih metrov  vzpona (povprečni naklon 5,1%), z najbolj strmimi odseki z 8,1% na začetku vzpona. Prvih 15,5 km v La Rosière je vzpon Montée d'Hauteville.
Od Pré-Saint-Didierja (v območju doline Aosta v severozahodni Italiji) je 23,5 km dolg vzpon. Na tej razdalji je 1184 m višinske razlike (povprečni naklon 5%).

## Tour de France
Prelaz Mali Sveti Bernard je Tour de France prvič prečkal leta 1949 in ponovljen še trikrat (1959, 1963 in 2009).
Leta 2007 so se na Montée d'Hauteville povzpeli na 8 etapi.
Prelaz je bil nazadnje osvojen leta 2009 na 16 etapi, 21. julija iz Martignyja (Švica) do Bourg-Saint-Mauricea, 160 km, in je prečkal tudi prelaz Veliki Sveti Bernard. 

## Zanimivost
2. septembra 2016 sta Lee Townend in Katie L'Herpiniere na kolesu ponovila 7 zaporednih vzponov (skupaj 361,9 km), v enem dnevu 1 uri in 33 minutah. 